# Encyclopedia of Philosophy
Encyclopedia of Philosophy — одна из двух (наряду с Routledge Encyclopedia of Philosophy) крупнейших англоязычных философских энциклопедий. Выпущена также и в виде электронной книги.
Первые девять томов содержат энциклопедические статьи в алфавитном порядке, десятый — обновлённые и вновь написанные статьи (Appendix, pp. 1—48), а также справочный аппарат, включая:
- Обзор содержания по темам (Thematic outline of content, pp. 49—66);
- Библиографии (Bibliographies, pp. 67—177);
- Предметно-именной указатель (Index, pp. 179—671).

Первое издание было выпущено в 1967 году издательством «Macmillan» в восьми томах под редакцией Пола Эдвардса.